# Alfred Dufresne
Pour les articles homonymes, voir Dufresne.
Jacques Marie Alfred Dufresne (né à Orléans le 26 novembre 1821 et décédé à Paris 3e le 4 mars 1863) est un compositeur et auteur dramatique français.

## Biographie
Élève de Fromental Halévy au Conservatoire de Paris, il est surtout connu pour avoir composé les musiques de certaines chansons d'auteurs comme Jules Verne (dont il met en musique le poème En avant les zouaves inspiré de l'engagement du frère du romancier dans la marine militaire), Alfred de Musset, Alphonse de Lamartine ou Victor Hugo.
On lui doit aussi des opérettes et des opéras-comiques dont L'hôtel de la poste sur un livret de Philippe Gille.

## Œuvres
- La Chèvre perdue, poésie de Lebaigue, 1851
- Heureuse !, mélodie, poésie de de Penmarch, 1851
- La Chanson de Fortunio, poésie d'Alfred de Musset, 1853
- Reflets de Printemps, poésie de de Penmarch, 1853
- Sérénade, poésie de Victor Hugo, 1853
- Les Soirées d'automne, douze mélodies, 1853
- La Colombe, poésie de de Penmarch, 1854
- Album de 10 mélodies, paroles d'Eugène de Lonlay, 1854
- L’Écho du lavoir !, chansonnette, paroles d'Eugène de Lonlay, 1854
- Écoute, poésie de de Penmarch, 1854
- L’Étoile, mélodie, paroles de de Penmarch, 1854
- La Fiancée du timbalier, poésie de Victor Hugo, 1854
- Le Grillon, mélodie, poésie de Alphonse de Lamartine, 1854
- Hélas !, poésie de Lamartine, 1854
- Oh ! batteux battons la gerbe !, chant rustique, 1854
- Pendant l'orage, cavatine, 1854
- Le Sommeil des fleurs, mélodie, poésie de de Penmarch, 1854
- Villanelle, poésie de Adrien Decourcelle, 1854
- Les Chants intimes, recueil de mélodies et romances, 1855
- En avant les zouaves !, chanson guerrière, poésie de Jules Verne, 1855[5]
- Sous la tonnelle, poésie de de Penmarch, no 2 pour ténor ou soprano, 1855
- Venant de Pontoise, opérette en 1 acte, paroles de Gaston Mestepès, 1856
- La Fileuse, rêverie, paroles de Anne Kerhalet, 1857
- Les Voix dans l'air, rêverie, paroles de de Penmarch, 1857
- Adieu paniers vendanges sont faites, chanson, paroles de Gustave de Penmarch, 1858
- Maître Baton, opérette en 1 acte, paroles de Eugène Bercioux, 1858
- Les valets de Gascogne, opéra-comique en 1 acte, avec Philippe Gille, 1860
- A L'île de la Jamaïque, mélodie haïtienne, poésie de Pierre Faubert, 1861
- Chants intimes, mater doforosa, poésie de Charles Lebaigue, non daté
- Dieu bènit tout le monde, romance, paroles de Lebaigue, non datée
- Les Muguets blancs, mélodie, poésie d'Émile Lecygne, non daté
- L'hôtel de la poste, opérette en un acte, avec Philippe Gille, non datée
- La Veillée !, paroles de Villemontez, musique de Pierre Gaveaux, chanson d'autrefois, transcrite et arrangée à 2 voix, non datée